# Malta Freeport
El Malta Freeport (en español, Puerto franco de Malta) es un puerto internacional en la isla de Malta con un volumen comercial de 3,06 millones de TEU en 2015. Es uno de los puertos más activos de Europa. Se encuentra en Birżebbuġa, en la parte sureste de Malta, sobre el emplazamiento de la antigua base de hidroaviones RAF Kalafrana . 
Establecido en 1988, este puerto fue el primer centro de transbordo en la región mediterránea. La compañía ha experimentado un crecimiento notable a lo largo de los años y actualmente ocupa el duodécimo lugar entre los principales puertos europeos y es el tercer centro de transbordo y logística más grande de la región mediterránea. Más del 95% del tráfico de contenedores de la zona de libre comercio son el negocio de transbordo con un crecimiento de la demanda que desencadena rondas sucesivas de financiación y cambios de propiedad.

Como el tercer puerto de transbordo más grande del Mediterráneo, representa una plataforma estratégica para las líneas navieras que lo han elegido como su puerto intercambiador del Mediterráneo, ubicado en el cruce de algunas de las rutas de envío más grandes del mundo y en el corazón de Europa, África y el Triángulo asiático del Oriente Medio. Las terminales del puerto franco de Malta aumentarán su longitud de muelle en ambas terminales desde la longitud operativa actual de 2,2 kilómetros a más de 3 kilómetros y el área total (de 680,000) a 790,000 metros cuadrados (0.79 km²). 

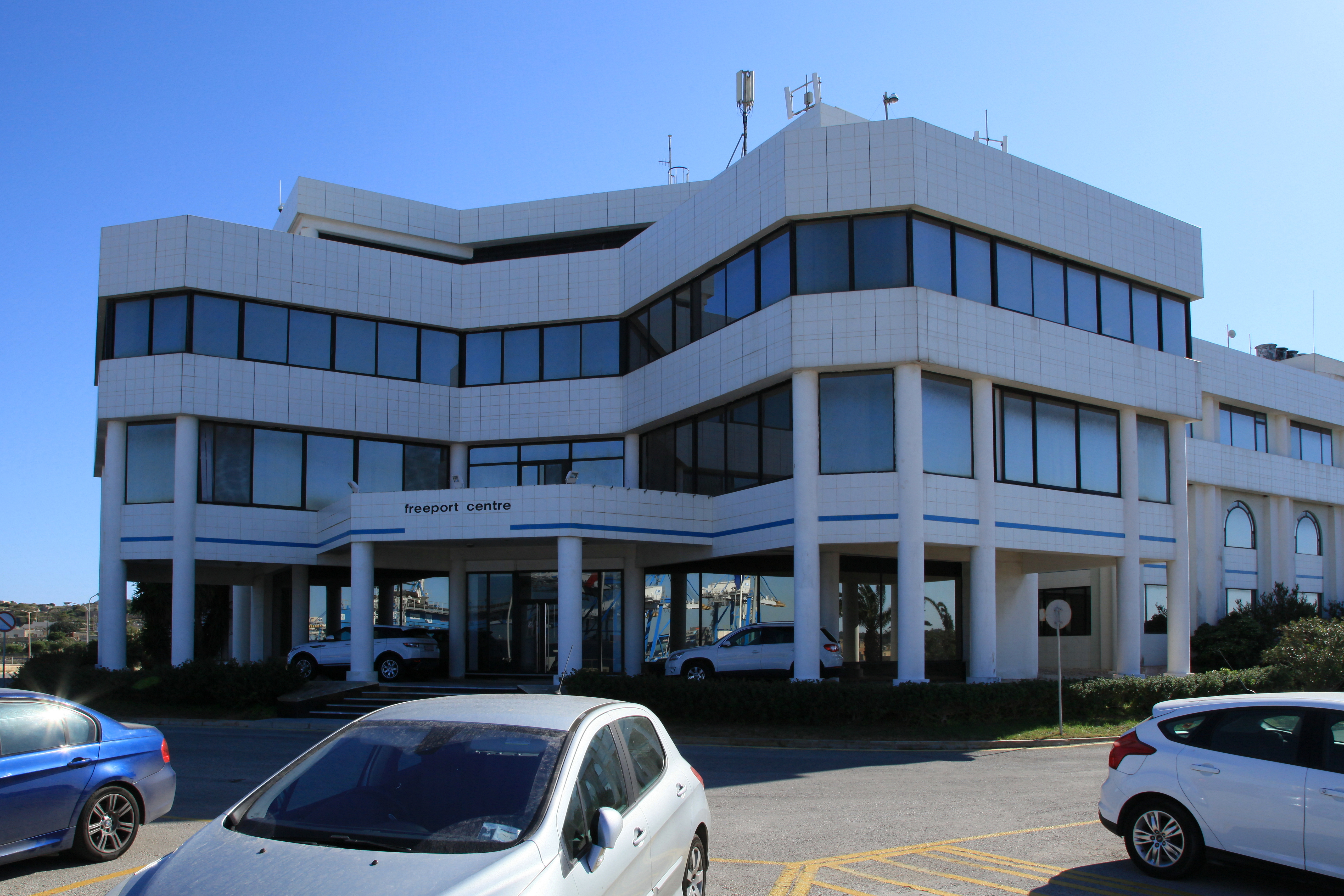
Centro del Malta Freeport
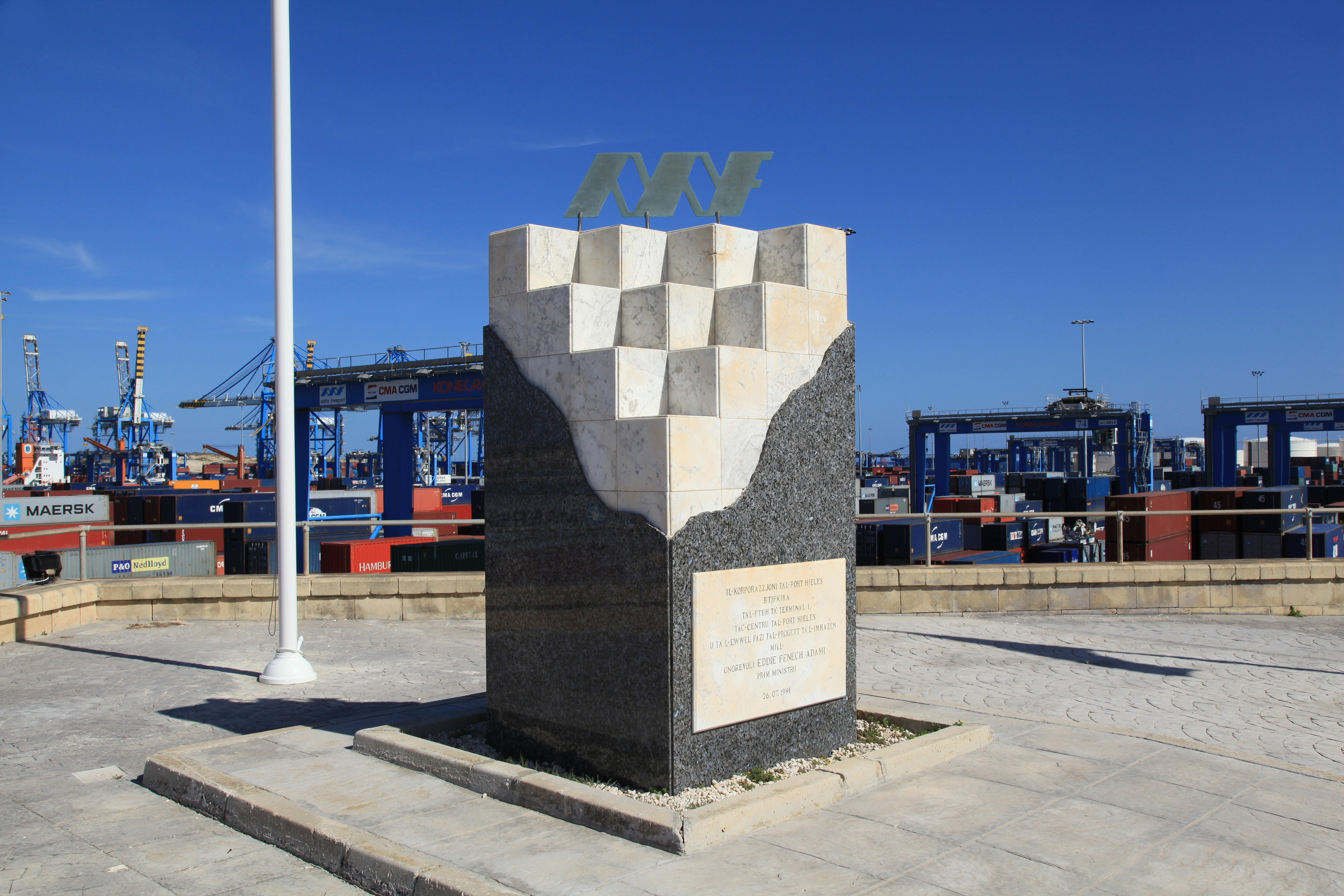
Monumento en el Malta Freeport
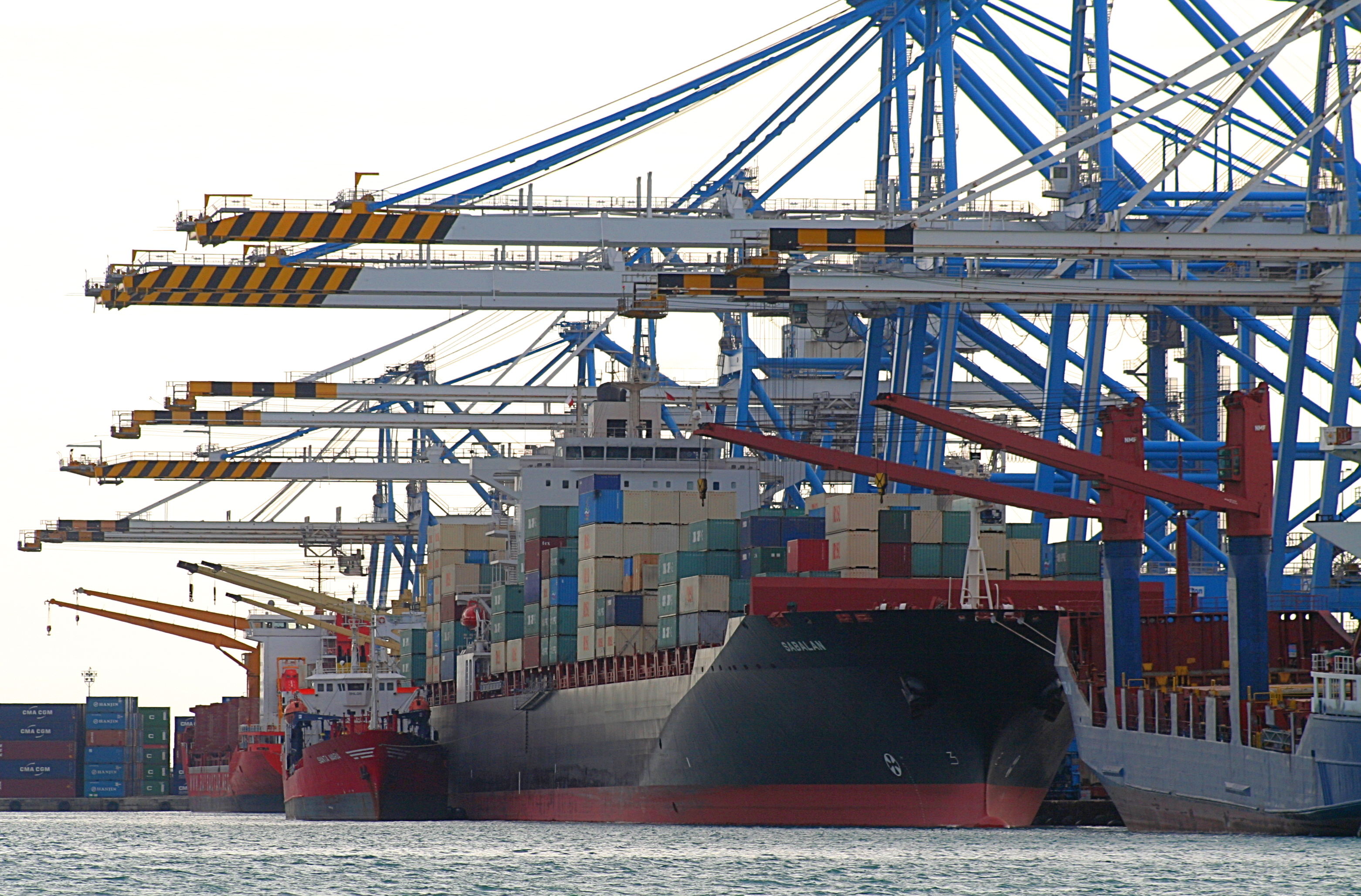
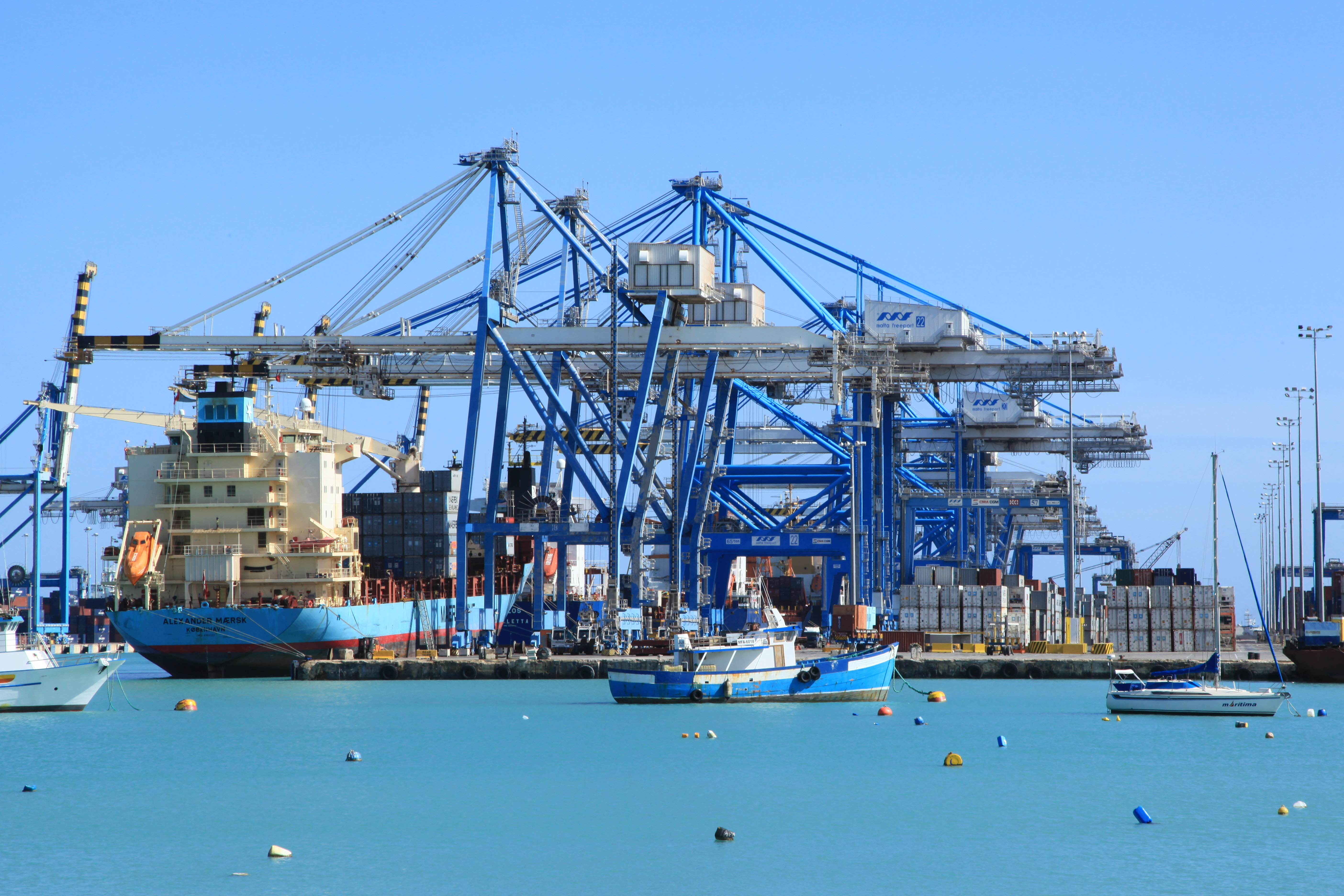